# Auguste Anglès
Auguste Anglès (* 23. Mai 1914 in Rodez; † 30. Juni 1983 in Paris) war ein französischer Literaturwissenschaftler.

## Leben
Anglès trat 1935 in die École normale supérieure (ENS) ein und bestand 1941 die Agrégation. Er war von 1942 bis 1944 Assistent für Französische Literaturwissenschaft an der Universität Lyon und gehörte zur Résistance. Von 1947 bis 1950 war er Lektor in den Vereinigten Staaten und Kanada, von 1950 bis 1954 wieder Assistent in Lyon. Von 1955 bis 1958 lehrte er am Mills College, an der Ohio State University, sowie am Institut français in London. Von 1958 bis 1963 leitete er das Institut franco-japonais in Tokio und von 1963 bis 1966 die Maison française in Oxford.

Er habilitierte sich 1972 an der Sorbonne bei Pierre Moreau (nach dessen Tod bei Michel Décaudin) mit der Arbeit André Gide et le premier groupe de la Nouvelle revue française jusqu'à la guerre de 1914 (3 Bde., Paris 1978, 1986) und lehrte bis 1972 an der Universität Lyon II. Dann wurde er Professor für französische Literaturwissenschaft an der Universität Paris-Nanterre, sowie ab 1976 an der Universität Paris IV.

Anglès war Ritter der Ehrenlegion und Träger des Ordens der Aufgehenden Sonne. Er wurde mit der Médaille de la Résistance ausgezeichnet sowie mit der Croix de guerre geehrt.

## Werke
- (Hrsg.) Cinq rencontres de Jacques Rivière, Paris 1975
- (Hrsg. mit Pierre de Gaulmyn) Correspondance Paul Claudel-Jacques Rivière (1907-1924). Edition complète, Paris 1984
- Circumnavigations. Littérature, voyages, politique 1942-1983, Lyon 1986